# Tứ Cường
Tứ Cường là một xã thuộc huyện Thanh Miện, tỉnh Hải Dương, Việt Nam.
Xã Tứ Cường có diện tích 9,28 km², dân số năm 1999 là 10097 người, mật độ dân số đạt 1088 người/km². Được hình thành từ 4 thôn chia làm 18 đội sản xuất là các thôn sau: Gia cốc, phú mễ, an khoái, và an nghiệp
Đời sống nhân dân ở múc trung bình sản xuất nông nghiệp chiếm tỉ trọng chủ chốt trong cơ cấu phát triển kinh tế lác đác bắt đầu xuất hiện các cơ sở may công nghiệp nhỏ vị trí thuận lợi nhưng phát triển kinh tế chưa tương xứng